# توماس دن للكتب
توماس دن للكتب (بالإنجليزية: Thomas Dunne Books)‏ فرع من مؤسسة سان مارتن برس، تقوم بنشر الخيال الشعبي التجاري والقصصي. أنُشأت عام 1986، ويقع مقرها في مدينة نيويورك. وتنشر سنويا قرابة المائة وخمسة وسبعين كتابا، وهي تغطي مجموعة واسعة من الأجناس التجارية والأدبية بما في ذلك الخيال، وأدب الغموض وقصص الإثارة والسيرة الذاتية والسياسة والتاريخ، والرياضة والعلوم الشعبية. وتقوم توماس دن للكتب بنشر الكتب ذات الأغلفة الورقية التجارية من خلال سان مارتن غريفين، فيما تُنشر الألغاز عبر سان مارتن مينوتور.